# Meligethinus pallidulus
Meligethinus pallidulus é uma espécie de insetos coleópteros polífagos pertencente à família Nitidulidae.
A autoridade científica da espécie é Erichson, tendo sido descrita no ano de 1843.
Trata-se de uma espécie presente no território português.